# Nikolai Chebotaryov
Nikolai Grigorievich Chebotaryov (em russo:  Никола́й Григо́рьевич Чеботарёв, em ucraniano:  Мико́ла Григо́рович Чеботарьо́в; Kamianets-Podilskyi, 15 de junho [Calend. juliano: 6 de junho] 1894 – Moscou, 2 de julho de 1947) foi um matemático soviético, conhecido principalmente pelo teorema da densidade de Chebotaryov, um resultado principal da teoria algébrica dos números.

## Vida
Chebotaryov estudou matemática de 1912 a 1918 na Universidade de Kiev. Em 1921 foi para Odessa, a fim de auxiliar seus pais que lá moravam. Nesta época, 1922, formulou seu conhecido teorema da densidade, que viria a ser tema de seu grau de Doktor nauk (habilitação). Em 1924 assumiu o cargo ocupado por Dmitri Egorov em Moscou, despedido por motivos políticos, ao qual abdicou pouco mais tarde e retornou para Odessa. Em 1925 participou de um encontro da Associação dos Matemáticos da Alemanha em Danzig, onde se encontrou com Emmy Noether, Helmut Hasse e Kurt Hensel, visitando depois Berlim (Issai Schur) e Göttingen. Em 1927 obteve o grau de Candidato de Ciências (Doutorado) na Academia Nacional de Ciências da Ucrânia, orientado por Dmitry Grave. Em 1928 foi professor da Universidade Estatal de Kazan.
Foi palestrante plenários do Congresso Internacional de Matemáticos em Zurique (1932: Die Aufgaben der modernen Galoisschen Theorie).

## Obras
- Collected Works (em russo), 3 Volumes, Moscou, Leningrado 1949-1950

A tradução em alemão do trabalho original publicado em 1923 em russo sobre o teorema da densidade foi publicada em 1925 no Mathematische Annalen:
- N. Tschebotareff: Die Bestimmung der Dichtigkeit einer Menge von Primzahlen, welche zu einer gegebenen Substitutionsklasse gehören. In: Mathematischen Annalen 95 (1925), p. 191–228 (Digitalisat).